# Pristomyrmex trogor
Pristomyrmex trogor é uma espécie de formiga do gênero Pristomyrmex, pertencente à subfamília Myrmicinae.